# ريتشارد إي. كول
ريتشارد إي. كول (بالإنجليزية: Richard E. Cole)‏ هو عسكري أمريكي، ولد في 7 سبتمبر 1915 في دايتون في الولايات المتحدة، وتوفي في 9 أبريل 2019 في سان أنطونيو في الولايات المتحدة.